# Joseph A. Fischer
Joseph Anton Fischer (* 5. Mai 1911 in Augsburg; † 30. März 1989 ebenda) war ein deutscher römisch-katholischer Priester, Theologe und Kirchenhistoriker. Er war Professor war Alte Kirchengeschichte und Patrologie und Lehrstuhlinhaber an der Universität Augsburg.

## Leben
Joseph A. Fischer wurde 1911 als Sohn des Postbeamten Dionys Fischer geboren. Von 1930 bis 1931 studierte er an der Philosophisch-Theologischen Hochschule Augsburg und von 1931 bis 1935 Theologie am Georgianum an der Universität München. Von 1935 bis 1950 war er als Seelsorger tätig. Nach der Priesterweihe 1935, der Promotion zum Dr. theol. mit der Dissertation Die Völkerwanderung im Urteil der zeitgenössischen kirchlichen Schriftsteller Galliens unter Einbeziehung des hl. Augustinus 1943 an der Universität Würzburg bei Johannes Zellinger und der Habilitation (Studien zu Todesgedanken in der Alten Kirche) 1952 an der Universität München bei Adolf Wilhelm Ziegler für das Fach Alte Kirchengeschichte und Patrologie war er ab 1957 ordentlicher Professor der Kirchengeschichte und Patrologie an der PTH Freising, wo er 1950 seine Lehrtätigkeit begonnen hatte. Von 1967 bis 1971 war er Ordinarius für Kirchengeschichte des Altertums an der Universität Würzburg, wo er auch das Seminar für Patrologie leitete, und von 1971 bis 1979 Ordinarius für Alte Kirchengeschichte und Patrologie an der Universität Augsburg. Fischer wurde mit dem Bayerischen Verdienstorden geehrt.

## Schriften (Auswahl)
- Die Völkerwanderung im Urteil der zeitgenössischen kirchlichen Schriftsteller Galliens. 1948.
- Der gültige Gottesstaat. 1948.
- Studien zu Todesgedanken in der Alten Kirche. Band 1. 1954.
- Die Apostolischen Väter. 9. Auflage 1985.
- als Hrsg.: Otto von Freisung – Gedenkgabe zu seinem 800. Todesjahr. 1958.
- mit Johannes Fuchs und Adolf Wilhelm Ziegler: Lantbert von Freising 937–957. Der Bischof und Heilige. Erinnerungsgabe an die Jahrtausendfeier 1957. München 1959. OCLC 1072125142.
- Früchristliche Reden zur Weihnachtszeit. Freiburg im Breisgau 1963. OCLC 255483879.
- Frühchristliche Reden zur Osterzeit. 1967.
- Der Freisinger Dom. 1967.
- Die Freisinger Bischöfe von 906 bis 957. München 1980. OCLC 696027880.
- mit Adolf Lumpe: Die Synoden von den Anfängen bis zum Vorabend des Nicaenums. Paderborn 1997, ISBN 3-506-74674-X.